# ФК Воска Спорт
ФК Воска Спорт (на украински: Фудбалски клуб Воска Спорт) е футболен клуб от град Охрид, Северна Македония. Играе домакинските си срещи на СРЦ Билянини извори с капацитет от 3 980 места.

## История
Отборът е основан през 2019 г. През сезон 2022/23 заема първото място във Втора лига и печели промоция за Първа македонска лига 2023/24, където ще направи дебюта си.

## Успехи
Купа на Македония:
- Финалист (1): 2023/24

Втора лига:
- Победител (1): 2022/23 (промоция)
- 2-ро място (1): 2021/22

Трета лига:
- Победител (1): 2020/21